# Natan Rybak
Natan Samijlowytsch Rybak (* 21. Dezember 1912jul. / 3. Januar 1913greg. in Iwanowka, Gouvernement Cherson, Russisches Kaiserreich; † 11. September 1978 in Kiew, Ukrainische SSR) war ein ukrainisch-sowjetischer Dichter und sozialistisch-realistischer Schriftsteller jüdischer Herkunft.

## Leben

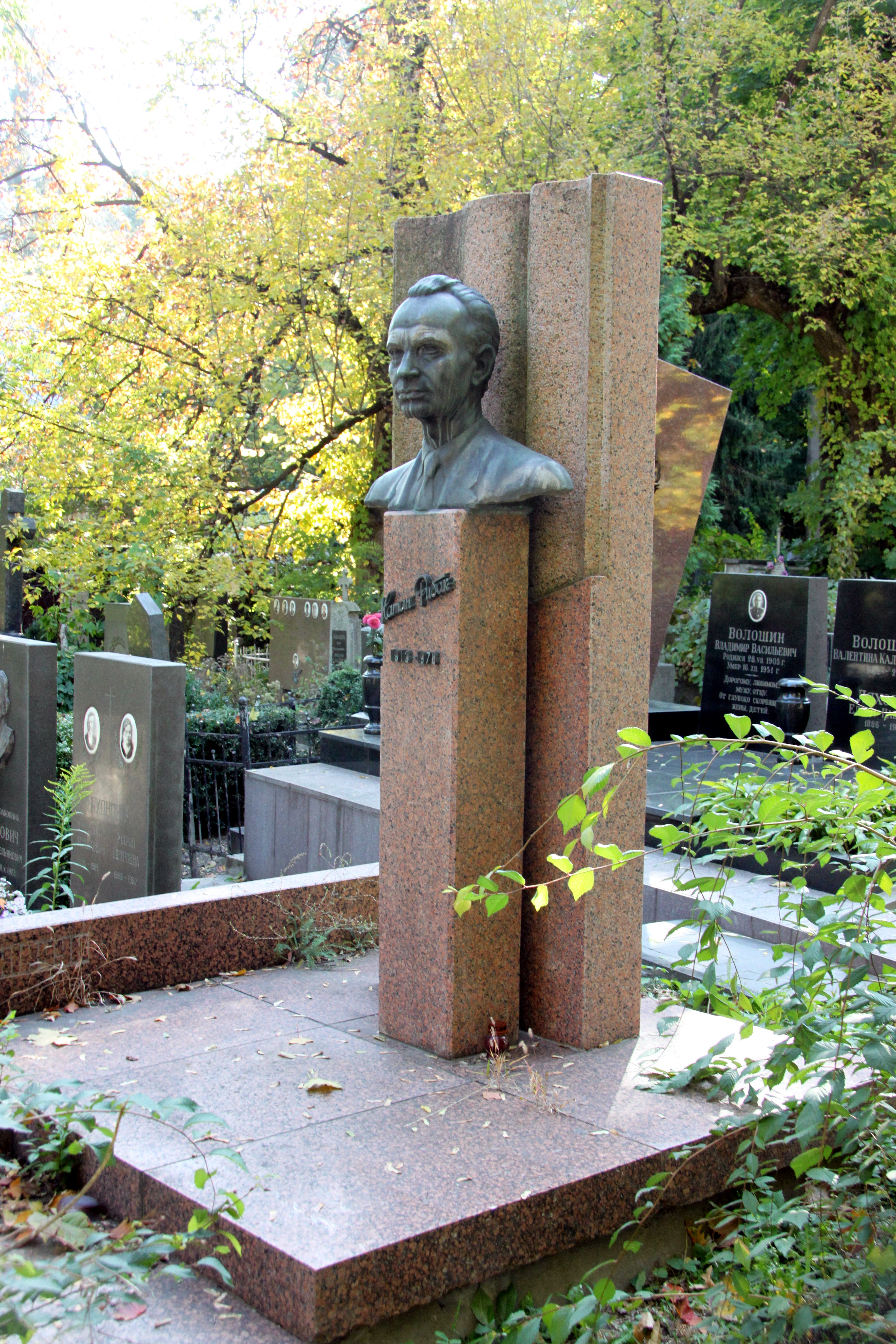
Grab von Natan Rybak auf dem Baikowe-Friedhof

Natan Rybak kam im Dorf Iwanowka bei Nowoarchanhelsk in der heutigen ukrainischen Oblast Kirowohrad zur Welt. Zwischen 1929 und 1931 studierte er am Kiewer Institut für Chemische Technologie. 1930 veröffentlichte er in der Kiewer Zeitung "Proletarische Prawda" sein erstes Gedicht und in den folgenden zwei Jahrzehnten veröffentlichte er 3 Gedichtsammlungen sowie 20 Kurzgeschichten. Sein historisch-biographischer Roman Pomylka Onore de Bal’zaka (deutsch: Der Irrtum des Honoré de Balzac) von 1940 wurde 1969 verfilmt. Für das erste Buch des Romans Perejaslawer Rada von 1948, in dem er den Chmelnyzkyj-Aufstand als Wiedervereinigungskampf des ukrainischen Volkes mit Russland beschreibt, erhielt er 1950 den Stalinpreis.
1940 wurde er Mitglied der KPdSU (B) und zwischen 1941 und 1945 nahm er als Militärkorrespondent der Roten Armee am Deutsch-Sowjetischen Krieg teil.
Natan Rybak war mit der Schwester von Oleksandr Kornijtschuk verheiratet und lebte in Kiew. Dort kam er 65-jährig bei einem Autounfall ums Leben und wurde auf dem Baikowe-Friedhof bestattet.

## Werke (Auswahl)
- Der Hetman. Verlag der Nation, Berlin 1985
- Flammen am Horizont. Verlag der Nation, Berlin 1985
- Die große Entscheidung.  Thüringer Volksverlag, Weimar 1952, 1954; Verlag der Nation, Berlin 1965
- Der Irrtum des Honoré de Balzac. Verlag Kultur und Fortschritt, Berlin 1959

Quelle: DNB 172342007

## Ehrungen
- Stalinpreis (1950)
- Orden der Oktoberrevolution
- Orden des Vaterländischen Krieges  1. und 2. Klasse
- Orden des Roten Banners der Arbeit (2×)
- Orden des Roten Sterns

Quelle: